# Klaus Stallmann
Klaus Stallmann (* 16. Oktober 1945 in Bottrop; † 25. Januar 2024) war ein deutscher Politiker und Landtagsabgeordneter (CDU).

## Leben und Beruf
Nach dem Besuch der Volksschule absolvierte er eine Ausbildung zum Industriekaufmann. Von 1963 bis 1985 war er Fahrdienstleiter und Einkäufer in Bauunternehmen.
Der CDU gehört Stallmann seit 1972 an. Er war in zahlreichen Parteigremien tätig, so u. a. als Mitglied im CDU-Kreisvorstand Unna und Beisitzer im Landesvorstand der CDA NRW.
Für seine Verdienste im Schützenwesen bekam er am 27. April 2019 zum 61. Deutschen Schützentag die Ehrenmitgliedschaft im Deutschen Schützenbund verliehen. Dies ist die höchste Auszeichnung. Ferner war er Ehrenpräsident des Westfälischen Schützenbundes.

## Abgeordneter
Vom 30. Mai 1985 bis zum 2. Juni 2005 war Stallmann Mitglied des Landtags des Landes Nordrhein-Westfalen. Er wurde jeweils über die Landesliste seiner Partei gewählt. 
Dem Rat der Stadt Lünen gehörte er von 1975 bis 1985 und von 1989 bis 1999 an.